# Црква Свете преподобне Параскеве у Ружићу
Црква Свете преподобне Параскеве у Ружићу, насељеном месту на територији општине Владичин Хан, православни је храм који припада Епархији врањској Српске православне цркве.
О настанку цркве посвећене Светој преподобној Параскеви нема поузадних података, али се у самој цркви налази архијерејски трон из 1884. године, па се претпоставља да је црква настала у периоду од 1880. до 1884. године. На звонику се налази звоно израђено 1906. године. Црква има иконостас са петнаест икона из истог периода, у коме је направљен архијерејски трон.
Од седамдесетих година 20. века, црква је била запостављена и руинирана, тако да није било могуће вршити богослужења.
Благословом Епископа врањског Пахомија, 2014. године је започета комплетна обнова цркве, замењен је кров, извршено је малтерисање зидова и урађен нови свод. На празник Свете Петке 2015. године, Епископ врањски Пахомије извршио је свечани чин малог освећења ове светиње и од тада се у њој врше редовна богослужења.